# Vintage Violence
Vintage Violence, to pierwszy solowy album walijskiego kompozytora, muzyka i producenta muzycznego Johna Cale’a, utrzymany w stylu pop-folkowym. Ukazał się 25 marca 1970 roku nakładem wytwórni muzycznej Columbia Records.
W swojej autobiografii napisanej w 1999, Cale nie darzy go wielkim znaczeniem, i pisze, że po prostu musiał się nauczyć pewnych rzeczy nagrywając go. Nagranie albumu kosztowało zaledwie USD $15 tys..
W 2001 wznowiono go w poprawionej jakości po gruntownym ponownym masteringu, z dwoma dodatkowymi utworami dodanymi na końcu albumu. Ostatni z nich, „Wall”, odbiega od reszty, jako 6-minutowy eksperyment instrumentalny, solo na electrycznie wzmacnianej altówce, o hipnotycznym, raczej celtyckim brzmieniu.

## Lista utworów
| 1.  | „Hello There” (John Cale)               | 2:48  |
|     |                                         |       |
| 2.  | „Gideon's Bible” (John Cale)            | 3:22  |
|     |                                         |       |
| 3.  | „Adelaide” (John Cale)                  | 2:18  |
|     |                                         |       |
| 4.  | „Big White Cloud” (John Cale)           | 3:31  |
|     |                                         |       |
| 5.  | „Cleo” (John Cale)                      | 2:35  |
|     |                                         |       |
| 6.  | „Please” (John Cale)                    | 4:19  |
|     |                                         |       |
| 7.  | „Charlemagne” (John Cale)               | 5:03  |
|     |                                         |       |
| 8.  | „Bring It On Up” (John Cale)            | 2:24  |
|     |                                         |       |
| 9.  | „Amsterdam” (John Cale)                 | 3:14  |
|     |                                         |       |
| 10. | „Ghost Story” (John Cale)               | 3:48  |
|     |                                         |       |
| 11. | „Fairweather Friend” (Garland Jeffreys) | 2:32  |
|     |                                         |       |
|     |                                         | 35:54 |
|     |                                         |       |
Dodatkowe utwory ze wznowienia w roku 2001
| 1. | „Fairweather Friend” | 2:38  |
|    |                      |       |
| 2. | „Wall”               | 6:06  |
|    |                      |       |
|    |                      | 08:44 |
|    |                      |       |

## Obsada
- John Cale – gitara basowa, gitara, instrumenty klawiszowe, śpiew
- Harvey Brooks – gitara basowa
- Sanford Konikoff – perkusja
- Ernire Coralla – gitara
- Garland Jeffreys – gitara
- Stan Szelest – instrumenty klawiszowe